# Hypotecjum

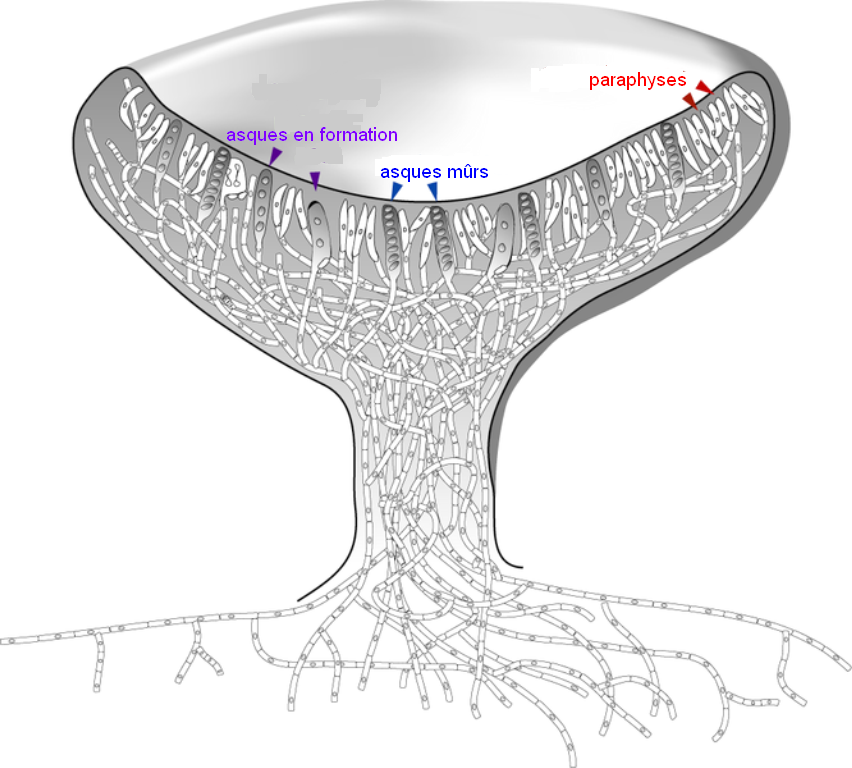
Budowa apotecjum. Hypotecjum to nieopisana warstwa strzępek owocnika poniżej opisanych elementów
- asques en formation – tworzące się worki
- asques murs – dojrzałe worki
- paraphyses – parafizy

Hypotecjum – u workowców jest to płonna warstwa gęsto splecionych strzępek znajdujących się w owocnikach typu apotecjum (miseczka). Powyżej hypotecjum znajduje się warstwa rodzajna (hymenium) z workami i wstawkami (parafizami).
Hypotecjum może być bezbarwne lub zabarwione, fakt ten (jak również barwa hypotecjum) ma znaczenie przy oznaczaniu niektórych gatunków grzybów.
Oprócz hypotecjum pod hymenium znajduje się jeszcze jedna warstwa – subhymenium. U workowców jednak jest ono często utożsamiane z hypotecjum. Przyczyną tego jest fakt, że w owocnikach grzybów workowych strzępki poniżej hymenium są słabo zróżnicowane i tylko u kilku gatunków można wyróżnić dwie oddzielne ich warstwy różniące się barwą i budową. U większości grzybów workowych sybhymenium jest jedynie cienką warstwą słabo pigmentowanych strzępek bezpośrednio pod hymenium, hypotecjum natomiast jest silniej rozwinięte, często jego strzępki bywają silniej pigmentowane, a nawet zwapnione.

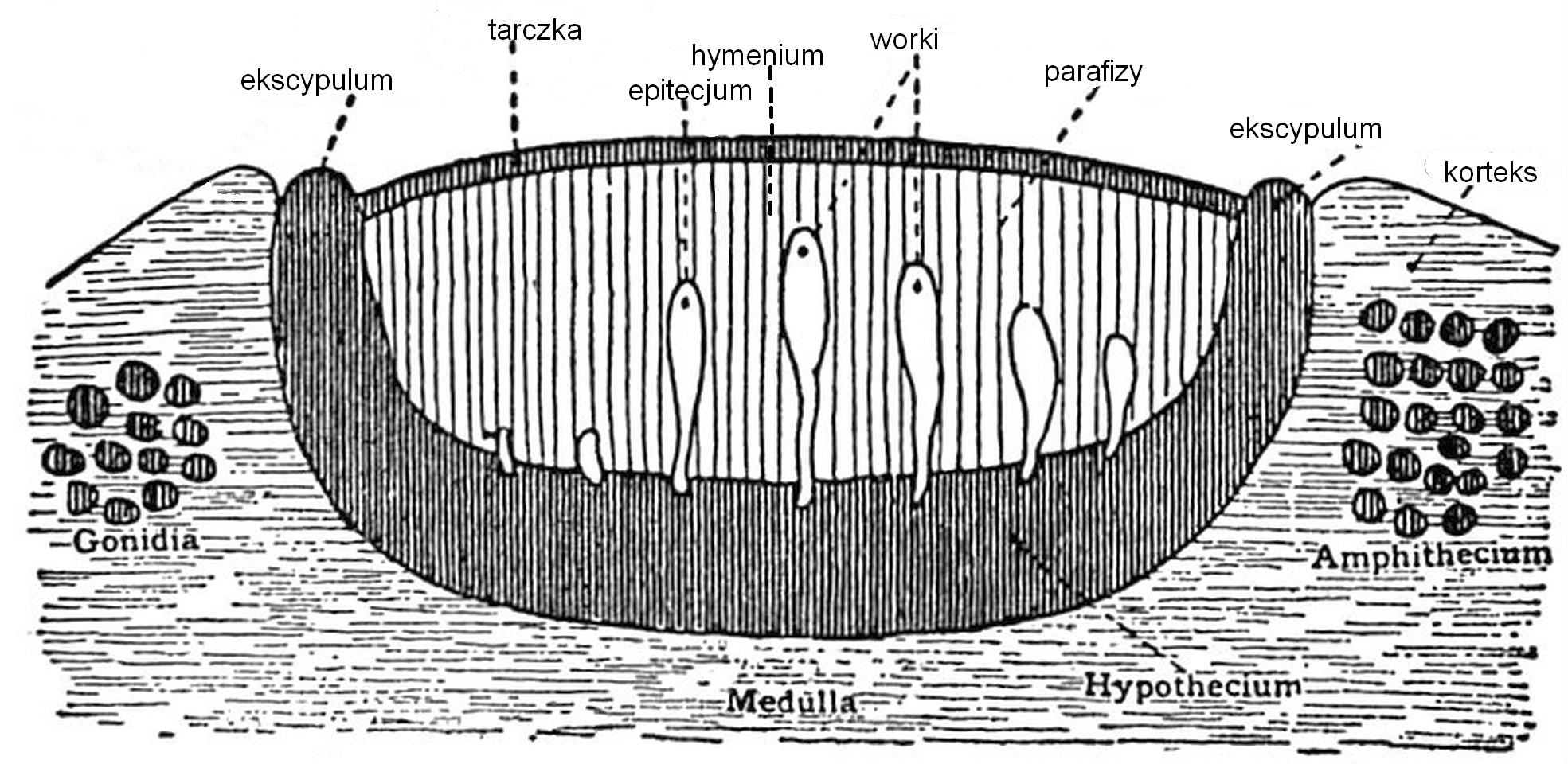
Budowa apotecjum porostów